# 昌西號驅逐艦 (DD-3)
昌西号驱逐舰（舷号DD-3） （最初编号为Destroyer No. 3） 是一艘美国海军班布里奇級驅逐艦，以纪念美国海军艾萨克·昌西准将。

## 建造
昌西号驱逐舰于1901年10月26日在宾夕法尼亚州费城的纳菲尔-利维船舶和引擎制造公司下水，下水仪式由M·C·S·托德女士（M.C.S.Todd）主持。1902年12月2日，昌西号被封存，直至次年2月21日正式入役。随后，海军上尉斯坦福·埃尔伍德·摩西指挥昌西号至太平洋舰队报到。

## 服役经历

### 一战前
服役后的昌西号进入了海岸中队服役直至1903年9月20日。此时，昌西号被编入亚洲舰队并于12月18日驶离基韦斯特岛开赴东方。昌西号经由苏伊士运河最终到达甲米地。此后，昌西号参与了在菲律宾群岛海域的冬季巡航和夏季在中国沿海的夏季巡航以显示美国在远东地区的实力。1905年12月3日至1907年1月12日，昌西号又进入封存状态。除此之外，昌西号一直在亚洲服役，直至美国参战。

### 沉没
1917年8月1日，昌西号驶离甲米地，前往东大西洋执行护航任务。在11月19日，当护航船队驶至离直布罗陀以西110海里时，昌西号与英国商船罗斯号（SS Rose）相撞。当时，两船都处在战时灯火管制状态。3:17分，昌西号沉没于海面下2700米处，随舰21人阵亡，包括舰长沃尔特·E·雷诺（Walter E. Reno）少校。其余70名幸存者被罗斯号救起，送往就近港口。

## 文学中的昌西号
《黛利拉》的作者马库斯·古德里奇（Marcus Goodrich）是昌西号驱逐舰的幸存者，故事以其作为水手在昌西号上服役的经历为原型。